# Fiat 60 HP
La FIAT 60 HP est un véhicule de tourisme fabriqué par le constructeur automobile italien FIAT entre 1904 et 1909. Elle est destinée à satisfaire la demande des très riches marchés d'exportation, notamment les États-Unis où 267 exemplaires ont été vendus. Conçue avec un souci de luxe dans les moindres détails, elle fera les beaux jours des carrossiers américains Quinby et Demarest. Pour leur faciliter le travail, cette imposante voiture était proposée avec deux empattements : normal (4/5 places) et long (7 places).
Elle est équipée de moteurs FIAT, quatre cylindres bi-blocs et 6 cylindres tri-blocs :
- 1re série - en 1904, moteur de 10 563 cm3 (145 x 160 mm) développant 60 ch (113 exemplaires produits)[2] ;
- 2e série - en 1905 & 1906, même mécanique mais châssis entièrement en acier (103 ex.) ;
- 3e série - en 1907 avec un moteur 6 cylindres tri-blocs de 11 039 cm3 (125 x 150 mm) développant 65 ch, aussi appelée 50-60 HP, (118 ex.). Un exemplaire a été acheté par le roi d'Espagne.

Cette voiture a marqué son époque avec des innovations technologiques importantes : c'est la première berline à pouvoir disposer d'un allumage à magneto haute tension et d'un démarrage à air comprimé. Autres nouveautés, le refroidissement automatique des tambours de freins à l'eau et un système novateur et d'une efficacité supérieure de lubrification à huile.

## Les modèles exportés
À cette époque, les constructeurs automobiles vendaient surtout leurs modèles en version châssis nu pour que des ateliers spécialisés et homologués puissent réaliser la carrosserie désirée par le client.
Aux États-Unis, le distributeur de la marque italienne, Hollander & Tangeman, a importé 267 exemplaires de la FIAT 60 HP, souvent confiés à l'atelier Quinby & Co., dans le New Jersey, pour y être carrossés et aménagés. Herbert Strong, designer de Quinby, avait fait breveter un nouveau type de carrosserie en aluminium permettant un gain de poids considérable. Quinby équipa les FIAT 60 HP de luxueuses carrosseries de tourisme cinq places, dotées de moulures en laiton, créant une ligne harmonieuse dépourvue de rivets et de joints visibles avec des sièges en cuir et des tapis de sol en mohair, avec un très haut niveau de finition, comme sur la version d'origine italienne.
Le coût de la carrosserie s'élevait à 4 000 US$ de l'époque, ce qui portait le prix total de la voiture à plus de 18 000 US$, la voiture la plus chère du monde, comparée aux 600 US$ pour une Oldsmobile bien équipée de l'époque. Un modèle de 1905 (châssis N° 502, moteur N° 3003) a été vendu aux enchères RM 2014 - Hershey 825 000 US$.

## La FIAT 60 HP Corsa
La première course classique sur route est la fameuse Targa Florio, qui débuta en 1906 et s'est déroulée jusqu'en 1976. Le parcours des premières éditions consistait à effectuer 3 tours de 92 km autour des Madonies, une course de huit heures longue de 446,42 kilomètres, sur le Circuito Grande de 148,000 kilomètres, dans le nord de la Sicile. Le 22 avril 1907, lors de la première participation de l'écurie Fiat Corse, les 2 FIAT 60 HP engagées étaient pilotées par Vincenzo Lancia et Felice Nazzaro. À la fin du premier tour, Lancia est en tête, mais c'est finalement Nazzaro qui remporte la deuxième édition de la Targa Florio. La même année, il remporte également le Grand Prix de France et le Kaiserpreis d'Allemagne au volant de la même Fiat 60 HP.
FIAT a construit, en 1907, uniquement 5 exemplaires de la 60 HP Corsa pour la Targa Florio mais la robustesse de son châssis a convaincu le constructeur italien à le retenir comme base pour une nouvelle génération d'autobus et de camionnettes.

## Galerie

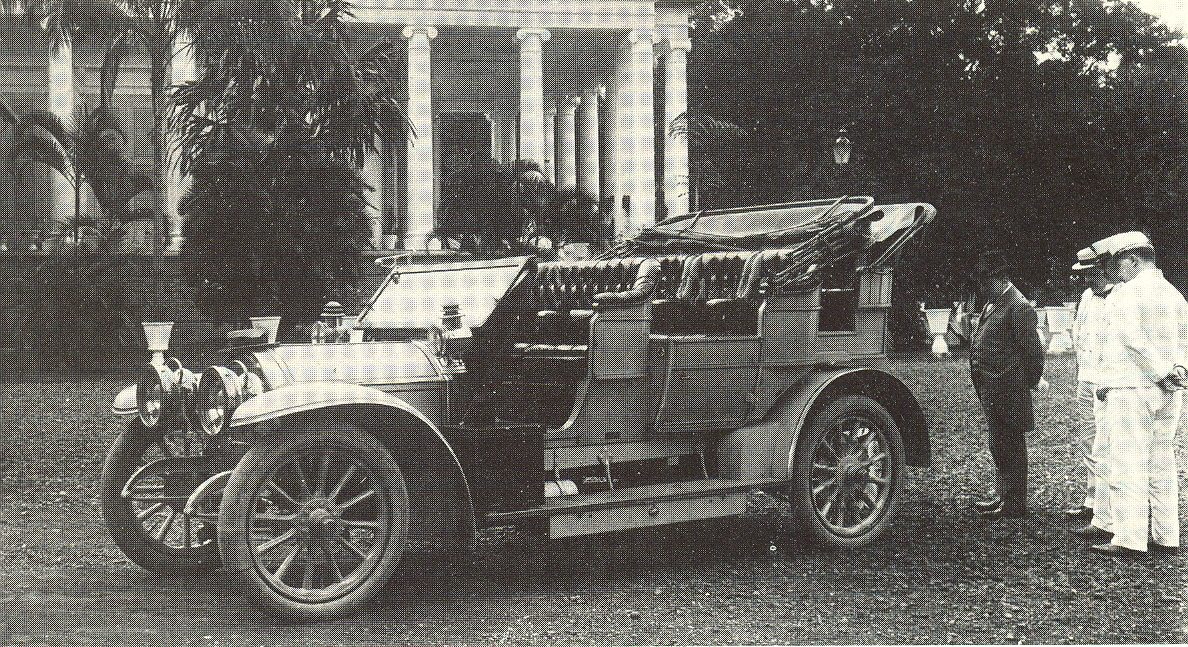
Fiat 60 HP 3e série (1907)
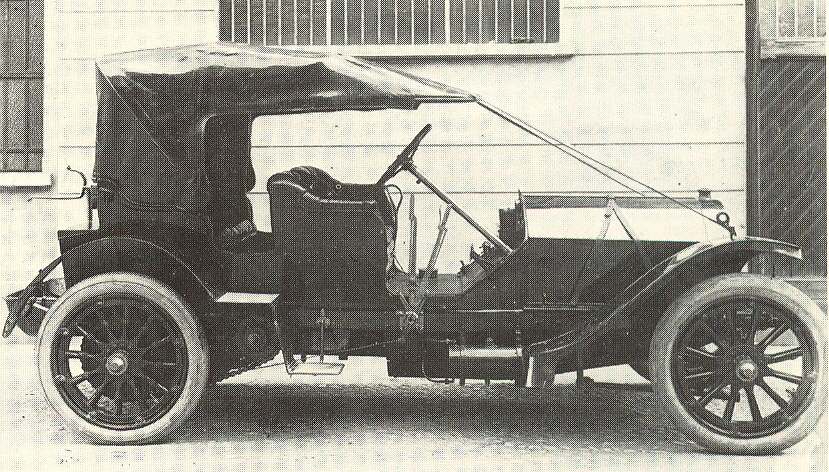
FIAT 60 HP berline